# Samedi des défunts
Le Samedi des défunts (P + 48) est une fête des Églises d'Orient — Églises orthodoxes et Églises catholiques de rite byzantin — célébrée pour commémorer les défunts proches des fidèles, particulièrement les morts au cours de l'année.
Dans le service ordinaire, les morts sont célébrés trois, neuf et quarante jours après la disparition, puis au troisième, au sixième, au neuvième et au douzième mois suivant le décès et enfin tous les ans, à la date anniversaire de la mort. De plus, tous les samedis de l'année comportent, plus ou moins brièvement, une célébration des défunts, en commémoration de la mort Jésus, rapidement enseveli après la crucifixion le vendredi avant la tombée de la nuit
Des célébrations spéciales sont réservées au Samedi des défunts : non seulement on célèbre l'office de commémoration mais il y a de plus des prières particulières lors des Vêpres, de l'Orthros et pendant la Divine Liturgie. Un office de commémoration, ou panikhide, est célébré soit le samedi matin après la Divine Liturgie, soit lors des Vêpres du vendredi soir. Les cloches sonnent le glas.
On prépare un plat de koutia (blé cuit avec du miel), placé en face de la croix ou d'une icône devant laquelle la panikhide sera célébrée. Après l'Office, le prêtre bénit la koutia et elle est partagée et mangée comme mémorial par tous les présents. Les proches des défunts visitent leur tombe et l'arrosent de vin ; ils distribuent du blé cuit aux présents.

## Appellations dans différents pays
- en Grèce : Ψυχοσάββατο (Psychosabbato)
- en Russie : Троицкая суббота (en russe : samedi de la Trinité)
- en Bulgarie : Toussaint des cerises (en bulgare : Черешова задушница) ou (Toussaint du Sauveur) en bulgare : Спасовска задушница, Fête des âmes (en bulgare : Душница) ou en bulgare : Банско одуше.
- en Serbie : Toussaint estivale (en serbe : Letnje Zadušnice) ou Toussaint des âmes (en serbe : Duhovske zadušnice)

## Autres dates de célébration des défunts
Les orthodoxes de rite byzantin commémorent aussi des défunts aux dates suivantes :
- samedi de Carnaval – deux samedis avant le début du Grand Carême (P - 57) ;
- les deuxième, troisième et quatrième samedi du Grand Carême (P - 36, P - 29, P - 22) ;
- La Radonitsa (P + 8 ou P + 9) célébrée particulièrement dans les Églises slaves. Elle ne tombe pas un samedi mais le lundi ou le mardi de la seconde semaine après Pâques. La Radonitsa n'a pas d'hymnes dédiés pour les défunts lors de la Divine Liturgie, mais une panikhide est célébrée après la liturgie et ensuite les fidèles vont au cimetière en emportant avec eux la nourriture pascal, pour y saluer les défunts avec la joie de la Résurrection ;
- samedi avant la Pentecôte (P + 48). Dans certaines traditions, les familles et les amis offrent des panikhides pour leurs bien-aimés au cours de la semaine qui précède la Pentecôte, culminant dans la commémoration générale du samedi ;
- les Russes commémorent aussi le samedi le plus proche du 26 septembre (Saint Dimitri) et le 23 septembre (Conception de Jean le Baptiste) ;
- parmi les coutumes locales, chez les orthodoxes de Serbie, on commémore les défunts les samedis avant le 8 août et avant le 24 octobre.